# Rue d'Anjou
Pour les articles homonymes, voir Rue d'Anjou (homonymie).
La rue d’Anjou est une voie du 8e arrondissement de Paris. 

## Situation et accès
Elle commence rue du Faubourg-Saint-Honoré et se termine rue de la Pépinière.
Le quartier est desservi par la ligne 8, la ligne 12 et la ligne 14 du métro de Paris, à la station Madeleine.

## Origine du nom

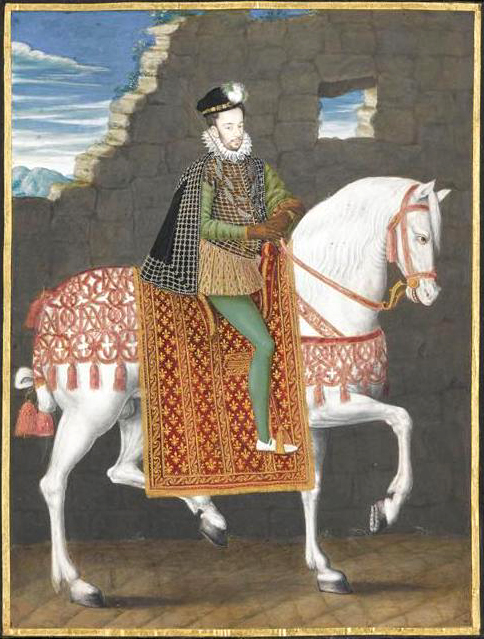
Portrait équestre du roi Henri III, Chantilly, Musée Condé, XVIe siècle.

Cette rue a été nommée en l'honneur du duc d'Anjou (Fontainebleau, le 19 septembre 1551 – Saint-Cloud, le 2 août 1589), devenu roi de France en 1574 sous le nom d'Henri III.

## Historique
L'existence de la voie est attestée dès le XVIe siècle. Elle s'appela d'abord « rue des Morfondus », nom qu'elle portait encore en 1638 lorsque le jeune marié Louis d'Ailleboust de Coulonge, futur gouverneur de la Nouvelle-France, vint emménager dans un immeuble de cette rue en compagnie de sa femme Barbe de Boullongne.
Elle prit plus tard, la dénomination de « rue d’Anjou ». Avant 1860, le nom de « rue d'Anjou » était porté par l'extrémité est de la rue Pastourelle (3e) dans l'ancien 7e arrondissement, quartier du Mont-de-Piété. 
Elle faisait partie du bourg dénommé dès le XIIe siècle « clos de la Ville l'Évêque » parce que l'évêque de Paris y possédait une maison de campagne. Ce fut longtemps un quartier champêtre, de fermes, de petites maisons et de jardins. La rue fut pavée en 1649 entre le faubourg Saint-Honoré et la rue de la Ville-l'Évêque et, avec l'aménagement des Champs-Élysées à partir de 1670, des hôtels de financiers ou de grands seigneurs commencèrent d'y être élevés.
Un arrêt du Conseil du 4 décembre 1720 ordonna le prolongement de la rue jusqu'au canal du grand égout. Un arrêt du 22 juillet 1721 confirma le précédent en précisant que la nouvelle section aurait une largeur de quatre toises. La prolongation de la rue d'Anjou jusqu'à la rue Neuve-des-Mathurins (actuellement rue des Mathurins) fut effective peu après.
Le commencement du faubourg Saint-Honoré et la rue d'Anjou furent rattachés à la Ville de Paris par un arrêt du Conseil du roi du 30 janvier 1722, bien qu'ils fussent alors situés à l'extérieur de l'enceinte de la capitale qui se trouvait à la porte Saint-Honoré près de l'église de l'Assomption.
À cette époque, sur le côté est de la rue d'Anjou, n'existaient encore que deux petites maisons, l'une à l'angle de la rue du Faubourg-Saint-Honoré et l'autre à l'angle de la rue de Surène. Les terrains situés le long de la rue dépendaient de la censive de l'archevêché de Paris et appartenaient à une dame Bergerat, épouse non commune en biens d'un sieur Doye. Par acte passé devant Me Regnard, notaire à Paris le 12 septembre 1715, celle-ci en fit donation à la dame Bodemegarre ainsi qu'au gendre et à la fille de celle-ci, Guillaume Choard, marquis de Buzenval, et dame Anne-Françoise Thuillier, son épouse. Le 29 novembre 1719, ceux-ci, restés seuls possesseurs après la mort de la dame Bodemegarre, vendirent la propriété à Charles de Salabéry, président à la Chambre des comptes, et à son épouse née Anne-Françoise de Barbon de Baloup. Ceux-ci les revendirent le 27 décembre 1725 au profit d'Antoine Mazin (1679-1740), ingénieur du roi Louis XV, garde des plans des maisons royales et des fortifications de France, et de son épouse, née Claire-Rose Tartonne.
- Nos 10, 12 et 14. Mazin divisa les terrains en quatre lots et fit construire sur chacun un bâtiment d'habitation. Les six immeubles qui se trouvaient ainsi sur le côté droit de la rue d'Anjou entre le faubourg Saint-Honoré et la rue de Surène furent donc numérotés de 1 à 6 au terrier de l'archevêché. À la mort de Mazin en 1740, les immeubles numérotés 2 à 5 formèrent une indivision entre sa veuve et ses trois enfants. Ceux-ci vendirent le plus important, le no 5, correspondant aux actuels nos 10, 12 et 14, le 22 mai 1750[4] au profit de Pierre Oursin, seigneur d'Ygoville. L'immeuble no 4, correspondant à l'actuel no 8, fut vendu le 12 février 1751[5] à Marie-Anne Mercier, veuve de Maurice Marquet (voir « Famille Marquet »). Le lendemain[6], cette dame faisait également l'acquisition du lot no 3, qui tenait par derrière à une ruelle dite des Cordiers et qui avait été vendu auparavant par les consorts Mazin au marquis François-Camille de Polignac (1718-1802) et à sa femme, née Marie-Louise de La Garde (1721-1779).
- No 8. La veuve Marquet réunit les propriétés nos 3 et 4. À sa mort en 1763, elles passèrent par héritage[7] à l'un de ses fils, Jacques Marquet de Bourgade, qui avait son hôtel au 8, place Vendôme[réf. nécessaire]. Le 26 janvier 1769, celui-ci fit également l'acquisition auprès des consorts Mazin, qui en étaient restés propriétaires, du lot no 2[8]. Les trois lots ainsi réunis constituèrent un seul immeuble de 317 toises 15 pieds de superficie correspondant à l'actuel no 8.
- No 4. Cette propriété tenait au sud au lot no 1 appartenant à Charles Millet (actuel no 4). L'angle de la rue du Faubourg-Saint-Honoré, qui portait le no 24 de cette voie, était occupé par la maison du sieur Trézel, épicier. L'angle de la rue de Surène était une petite maison appartenant au sieur Riffe. La réunion par Marquet de Bourgade des lots nos 2, 3 et 4 entraîna une nouvelle numérotation du côté droit de la rue de 1 à 4 à la censive de l'archevêché[9], le no 1 correspondant à la propriété Millet, le no 2 à la propriété Marquet de Bourgade, le no 3 à la propriété Oursin d'Ygoville et le no 4 à la maison Riffe.

En 1770, il ne reste plus aucun terrain à vendre (cinq ans plus tôt, l'interdiction de construire fut levé). En 1778, sur la demande de plusieurs propriétaires, le roi ordonna la prolongation de la rue d'Anjou-Saint-Honoré jusqu'à la rue de la Roche (aujourd'hui rue du Rocher). Il fut décidé que la nouvelle section, d'une largeur de 30 pieds, recevrait le nom de « rue Quatremère », en l'honneur de François Bernard Quatremère de l'Épine, échevin de Paris en 1772. La prolongation ne fut toutefois effectuée que jusqu'à la rue de la Pépinière. Cette section prit également le nom de « rue d'Anjou-Saint-Honoré » en 1796.
- No 11. Juste avant la Révolution française, la rue d'Anjou se vit appliquer le système de numérotation en vigueur qui commençait sur le côté gauche puis revenait en sens inverse sur le côté droit, le premier et le dernier numéro se faisant vis-à-vis. L'hôtel de Contades, sur le côté gauche, occupait ainsi le no 7 (actuel no 11) tandis que l'immeuble situé à l'angle de la rue de Surène sur le côté droit portait le no 130 (ancien no 4 de la censive).

Une décision ministérielle du 29 prairial an V (18 juin 1797) fixa la largeur minimale de la rue d'Anjou à 8 mètres entre la rue du Faubourg-Saint-Honoré et la rue de la Ville-l'Évêque et 8,44 mètres entre la rue de la Ville-l'Évêque et la rue de la Pépinière. Une ordonnance royale du 23 septembre 1825 prescrivit une largeur uniforme de 10 mètres.
- No 35. Le marquis de La Fayette (1757-1834) habita le 35, rue d'Anjou sous la Restauration, entre 1818 et 1824, à proximité de son fils Georges qui demeurait au no 38 chez son beau-père, Destutt de Tracy. Réélu député en 1827, il loua un appartement au no 6 (actuel no 8) où il habita jusqu'à sa mort.
- Le sculpteur Étienne Maurice Falconet (1716-1791) fut propriétaire dans la rue[12].

## Bâtiments remarquables et lieux de mémoire
- No 4 (no 4 en 1804, no 133 en 1787, no 1 de la censive) : au XVIIIe siècle, cette propriété avait appartenu à Augustin Blondel de Gagny, qui l'avait vendue le 12 août 1758[13] à dame Anne-Claude Le Tessier, veuve de François Millet, épouse en secondes noces, non commune en biens, d'Henry-Louis Eshallard, marquis de La Marck. Charles Millet, receveur général des finances à Moulins, en avait hérité de sa mère en 1769[14]. Cette propriété tenait par l'arrière à la cour des Coches (voir « Cité du Retiro »). Avant la Révolution française, l'hôtel était loué au fermier général Pierre Paul, baron de Kolly (1751-1793). Le Guide des amateurs et des étrangers voyageurs à Paris de Luc-Vincent Thiéry indique en 1787[15] : « La rue d'Anjou vous offrira à droite, au no 133, dans la maison occupée par M. Kolly, fermier général, un objet de perspective représentant un arc de triomphe, au travers duquel on aperçoit un paysage orné de fabriques d'architecture. Ce morceau est fort bien peint. » En 1827, on trouvait dans cet hôtel la légation de Lucques, le duc de San Carlos, ministre plénipotentiaire, et le comte René de La Tour du Pin-Chambly, propriétaire[16]. La comtesse de Boigne (1781-1866) s'y établit en 1830[17] et y demeura jusqu'à sa mort le 10 mai 1866. Sous le Second Empire, on y trouvait outre le propriétaire le comte de La Tour du Pin-Chambly, le vicomte de Nétumières, le comte et le vicomte de Poret, le marquis de Chauvelin, le comte Marquet de Montbreton. À partir de 1865, Léopold Javal (1804-1872), député de l'Yonne, son fils Émile Javal (1839-1907), médecin ophtalmologiste, Adolphe Barrot (1801-1870), sénateur, Sophie Wallerstein.

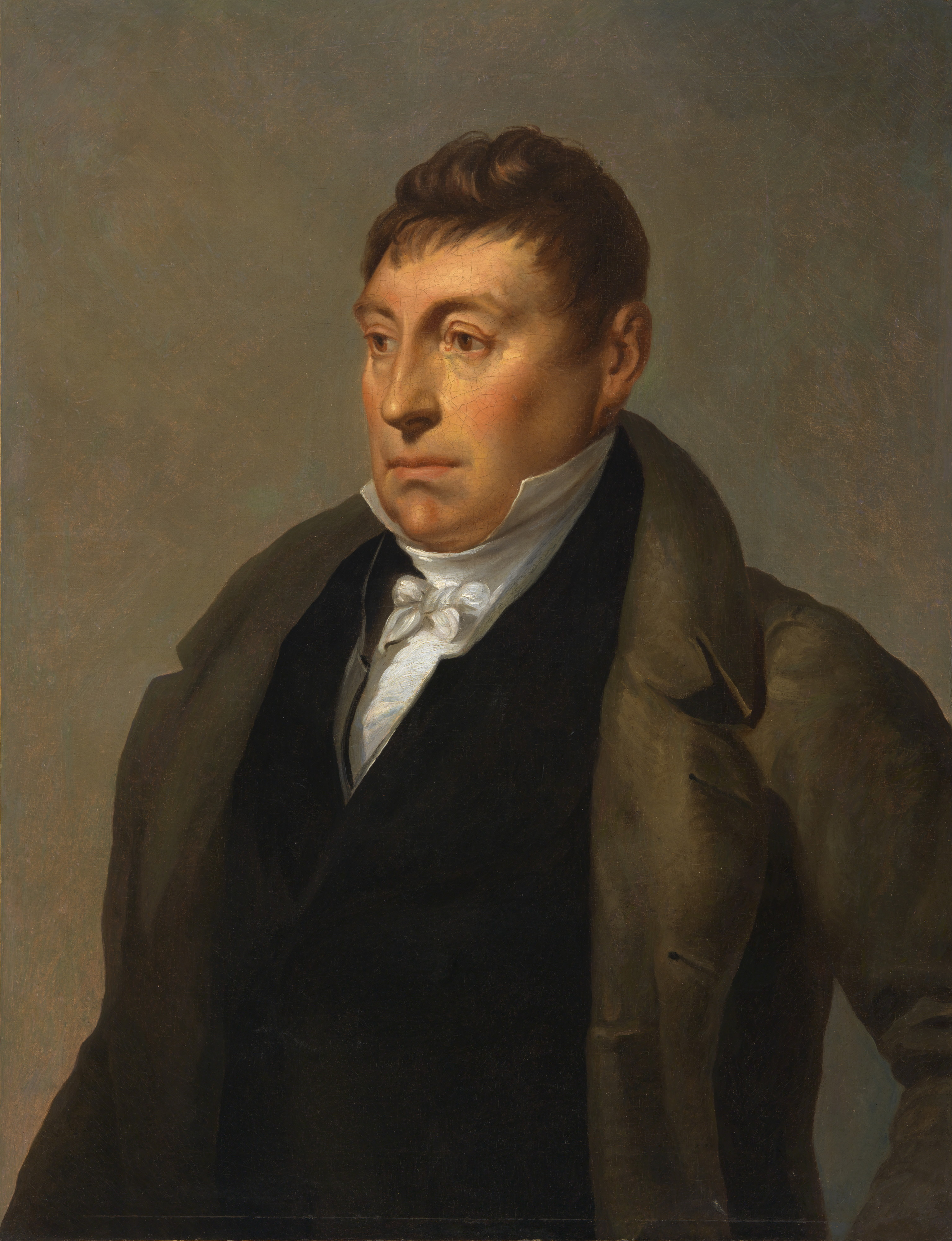
Attribué à Matthew Harris Jouett, d'après Ary Scheffer, Portrait du marquis de La Fayette (1825), National Portrait Gallery (Londres).

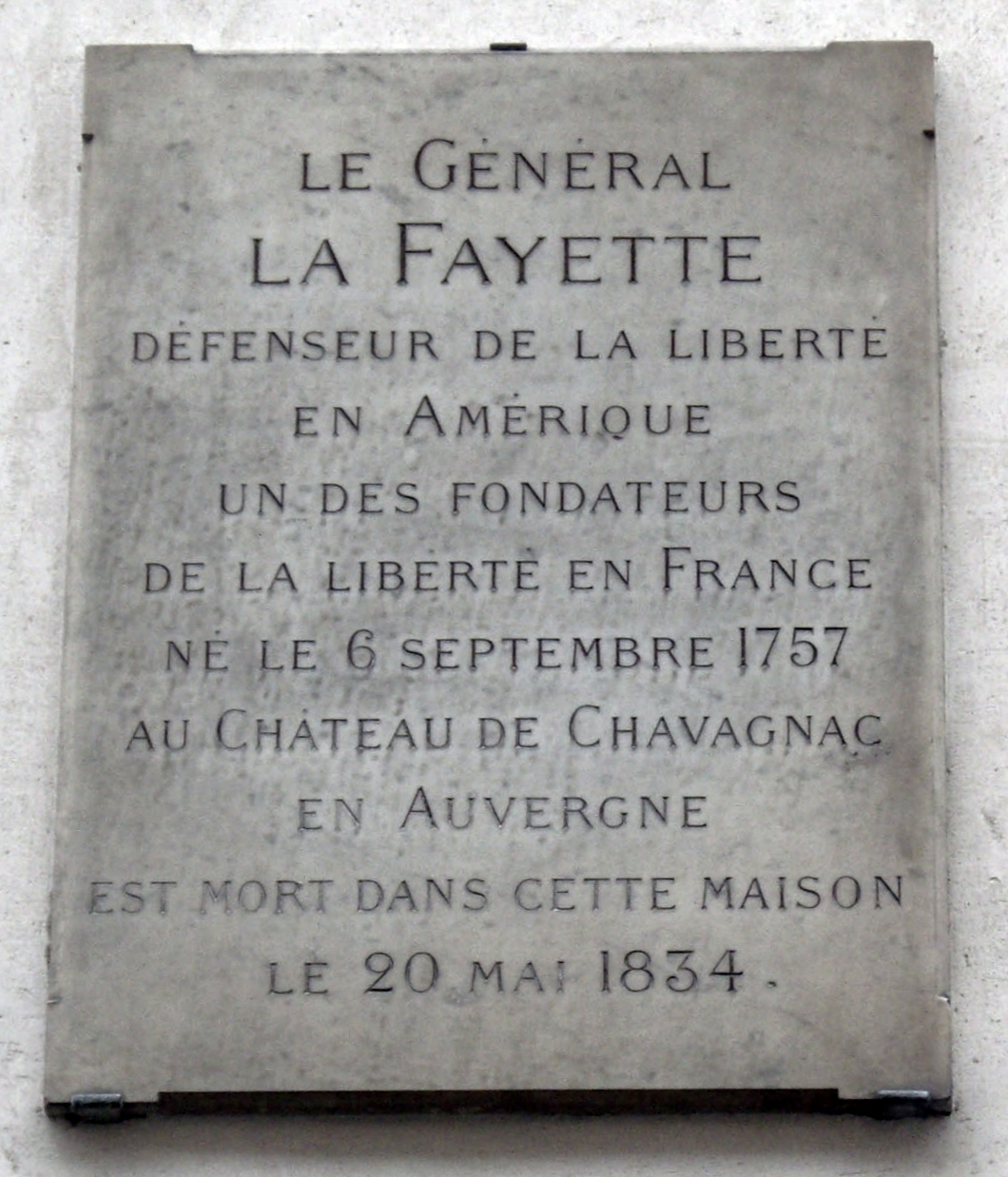
Plaque au no 8.

- No 8 (no 6 en 1804, no 132 en 1787, no 2 de la censive) : hôtel Marquet de Bourgade. Hôtel construit en 1726-1729 par Antoine Mazin (1679-1740), ingénieur du roi Louis XV, garde des plans des maisons royales et des fortifications de France ; il fut vendu en 1751 à la veuve Marquet. Il passe en 1763 à son fils, Jacques Marquet de Bourgade (1718-1784), directeur général des vivres, qui agrandit la propriété. Sur la fin de sa vie, celui-ci va s'installer chez un neveu[18] et loue l'hôtel pour 14 000 livres par an au comte d'Artois qui en utilise une partie pour y installer provisoirement ses écuries[19] avant que celles-ci n'intègrent le nouveau bâtiment qu'il fait construire à cet effet.

À la mort de Marquet de Bourgade en 1784, ses biens sont recueillis par son frère, Daniel Marquet de Montbreton et les trois enfants survivants de Louis Marquet de Mont-Saint-Peyre. Ceux-ci restent dans l'indivision jusqu'au 17 novembre 1788, date à laquelle un partage, rendu définitif par acte du 10 mai 1789, attribue l'immeuble de la rue d'Anjou à Daniel Marquet de Montbreton (1724-1798), receveur général des finances à Rouen.
À sa mort, l'hôtel passe à ses quatre fils survivants dont trois habitent l'hôtel : David, baron de Villemoyenne ; Auguste (1766-1819) et Jacques, baron de Norvins (1769-1854). Ils restent dans l'indivision jusqu'au 10 juin 1829 date après laquelle Louis Marquet, comte de Montbreton, reste seul propriétaire de l'hôtel moyennant le prix de 300 000 francs. L'immeuble avait fait l'objet de divers aménagements afin d'y créer des appartements à louer.
En 1827, on comptait ainsi parmi les locataires, outre Marquet de Norvins et Marquet de Villemoyenne, la comtesse d'Aguesseau, veuve d'Henri Cardin Jean-Baptiste d'Aguesseau, le baron Bardin, maréchal de camp, le général-comte Belliard, le marquis de Pierrecourt, M. Matteucci, ministre-résident de Toscane, et M. Pistoi, ambassadeur de Toscane. Dans le courant de l'année 1827, le marquis de La Fayette, qui venait de retrouver un siège à la Chambre des députés et avait donc besoin d'un logement à Paris pendant la durée des sessions, loua l'appartement situé au premier étage de l'aile de gauche sur la cour. Lorsqu'il était à Paris, ce qui était le cas en hiver et pendant les sessions des chambres, La Fayette recevait tous les mardis soir rue d'Anjou une foule bigarrée, comprenant de nombreux Américains de passage.
Le romancier américain Fenimore Cooper, qui lui rendit visite rue d'Anjou, a donné quelques détails sur son installation dans une lettre de février 1832. C'est dans cet appartement que La Fayette mourut le 20 mai 1834, à 4 h 30 du matin.
Après la mort de Louis Marquet de Montbreton en 1834, ses enfants vendirent l'immeuble à Alexandre-Nicolas de Lopès. Celui-ci le revendit en 1846 pour la somme de 600 000 francs à Athénaïs-Zoé Place, née Lafond, qui demeurait dans la maison.
Celle-ci mourut moins de trois mois plus tard, le 5 juillet 1846. Ses héritiers cédèrent l'immeuble à Joseph Place qui le revendit en 1853 pour 517 700 francs à Sébastien Marie Archdeacon (1793-1871), agent de change, qui se réserva l'ancien appartement de La Fayette jusqu'à sa mort.
L'immeuble portait alors les nos 6 et 8 : no 6 pour le bâtiment à droite de la porte cochère et no 8 pour le bâtiment en aile gauche mais, peu de temps après, seul le no 8 était conservé pour l'ensemble de la propriété. Les principaux locataires étaient alors le vicomte de Monteaux, la comtesse polonaise Maria Kalergi, Me Bénard, ancien avocat à la Cour de cassation et le célèbre physiologiste François Magendie qui y mourut le 7 octobre 1855 dans l'appartement situé au premier étage du bâtiment à droite.
Sous le Second Empire, on signale encore à cette adresse le baron Lecouteux, le baron de Portal, conseiller d'État honoraire, les frères Ernest et Edmond Santerre, anciens agents de change, la comtesse Malergy, le colonel Balbastroux, le vicomte de Ludres, la baronne Oberkampf. Une note du contrôleur des contributions directes décrit à cette époque l'immeuble comme suit : « Cette maison qui a treize croisées de face, en formait deux autrefois. Le corps de logis principal est sur la rue, s'étendant en aile gauche et en retour au fond d'une assez belle cour […] Les quatre principaux appartements sont vastes et beaux, notamment celui du rez-de-chaussée qui est richement décoré ; les autres plus ou moins grands, sont ordinaires. Il y a de belles remises et écuries. »
Vers la même époque, le sommier de la contribution foncière décrit l'immeuble comme suit : « Propriété ayant entrée de porte cochère, composée de deux corps de logis, avec cour au milieu, treize croisées de face sur la rue ; et d'un troisième bâtiment pour communs, avec cour particulière. Le premier corps, à gauche de la grande cour, faisant retour au fond et sur la rue, est partie simple en profondeur, et est élevé, sur caves, d'un rez-de-chaussée, de deux étages comprenant chacun un bel appartement, et d'un troisième étage pour dépendances. L'autre corps, à droite de la cour, est double en profondeur, de même élévation, et ne comprend que deux appartements, avec boutiques au rez-de-chaussée. Dans une deuxième cour à droite, sont deux bâtiments sur terre, loués pour écuries et remises, avec un étage au-dessus. L'immeuble a 166 fenêtres. »
Au décès de Sébastien Marie Archdeacon, sa veuve continua à habiter l'hôtel dont elle était devenue propriétaire conjointement avec ses deux fils, Edmond Alexandre et Sébastien. En 1883, ils vendirent l'immeuble à la comtesse Pastré. Le corps de logis à gauche était alors occupé par les veuves des anciens agents de change Sébastien Marie Archdeacon, Ernest Santerre et Edmond Santerre ; le corps de logis à droite par Mme Augé de Lassus, M. d'Aillières père, rentier, M. d'Aillières fils, auditeur au Conseil d'État, le comte d'Aulan et Achille Beguin, artiste peintre, Marie de Villiars, artiste sculpteur.
L'immeuble abrita ensuite l'avocat Paul Royer-Collard, Sacha Guitry et sa première épouse Charlotte Lysès (1877-1956), l'auteur dramatique Edmond Sée, Alexandre de Brachet de Floressac, secrétaire d'ambassade, l'avocat et député de la Seine Félix Liouville, André Goirand, ancien avoué et sénateur des Deux-Sèvres.
L'appartement du rez-de-chaussée du bâtiment de gauche, le plus beau de l'hôtel, a conservé jusqu'aujourd'hui sa décoration rocaille.
- Nos 10-12 (no 8 en 1804, no 131 en 1787, no 3 de la censive) : bel immeuble construit entre 1881 et 1894 par l'architecte Durville abritant le siège du Centre national de la fonction publique territoriale. Avec l'actuel no 14 c'était, au XVIIIe siècle, la propriété Oursin d'Ygoville[42] correspondant au plus important des lots lotis par Antoine Mazin. En 1827, on trouvait à cette adresse le marquis de Custine, le marquis de Crenay, maréchal de camp, le marquis de Ravenel, Marbeau, trésorier général des Invalides de la Marine et Mme Lebrun, artiste-peintre[16]. La comtesse Adhéaume de Chevigné, née Laure de Sade, modèle de la duchesse de Guermantes de Marcel Proust, a habité l'immeuble. Jean Cocteau a vécu dans cet immeuble où sa mère avait un appartement[43].
- No 14 (no 10 en 1804, no 131 en 1787, no 3 de la censive) : issu de la propriété Oursin d'Ygoville, cet immeuble abritait en 1827 les écuries de l'ambassade d'Angleterre[16]. Sous le Second Empire, on y trouvait le marquis de La Bourdonnaye, le comte de Bréon, l'ancien ministre Édouard Drouyn de Lhuys (1805-1881), le marquis de Nadaillac, le vicomte de Waresquiel, le comte de Chabrillan, le comte de Courcy.
- No 21 : à cet emplacement s'élevait l'hôtel particulier, auparavant propriété de Talleyrand, de Quentin Craufurd. Son épouse Eleanore Sullivan y meurt en 1833. Détruit en 1851.
- No 22 : immeuble datant de 1763[44].
- No 26 : le poète Alfred de Vigny et sa femme, née Lydia Bunbury, habitaient à cette adresse (alors le 20, rue Anjou-Saint-Honoré) en 1831-1832[45].
- No 31 : lors de la guerre de 1870, mairie provisoire des réfugiés de Suresnes, dans un appartement loué par la mairie à Madame d'Andrezel (pour les actes d'état civil, les secours, les laissez-passer, etc.)[46],[47].
- Nos 42-44 : siège historique de la Société Schneider & Cie construit en 1899 par Ernest Sanson[48] en style Louis XV à l'emplacement des hôtels de Bauffremont et de Boissy.
- Nos 48-50 : garage d'automobiles construit en 1901 par l'architecte J. Hermant[49], à l'emplacement de l'hôtel de La Bellinaye. Remplacé en 1913[50] par un immeuble construit par l'architecte Paul Boeswillwald pour la Compagnie Algérienne, l’une des dix premières banques françaises dans les années 1920, qui y avait établi son siège social. C'est la construction de cet immeuble qui a entraîné l'effondrement de l'hôtel Froment-Meurice qui se trouvait au no 46.

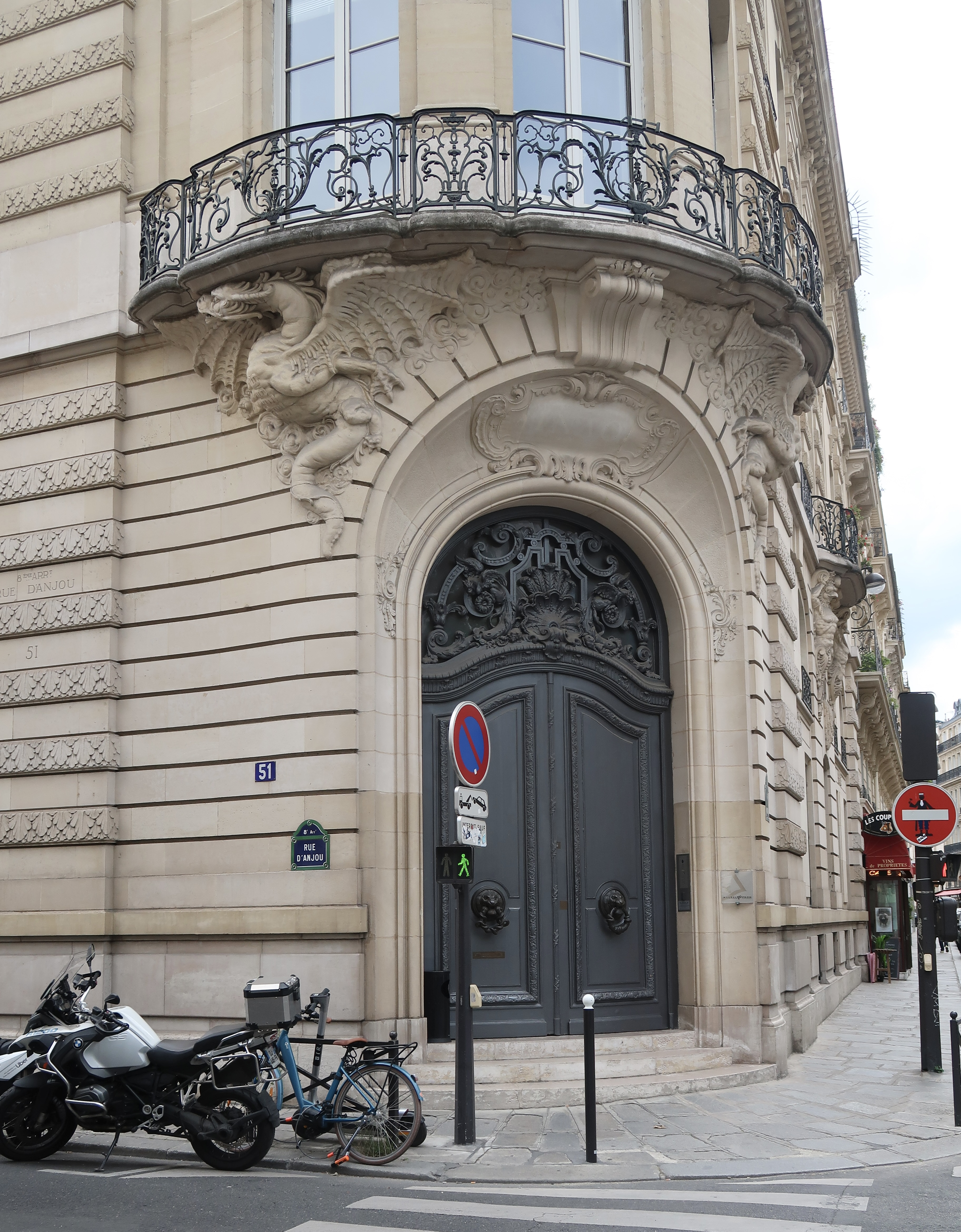
No 51.

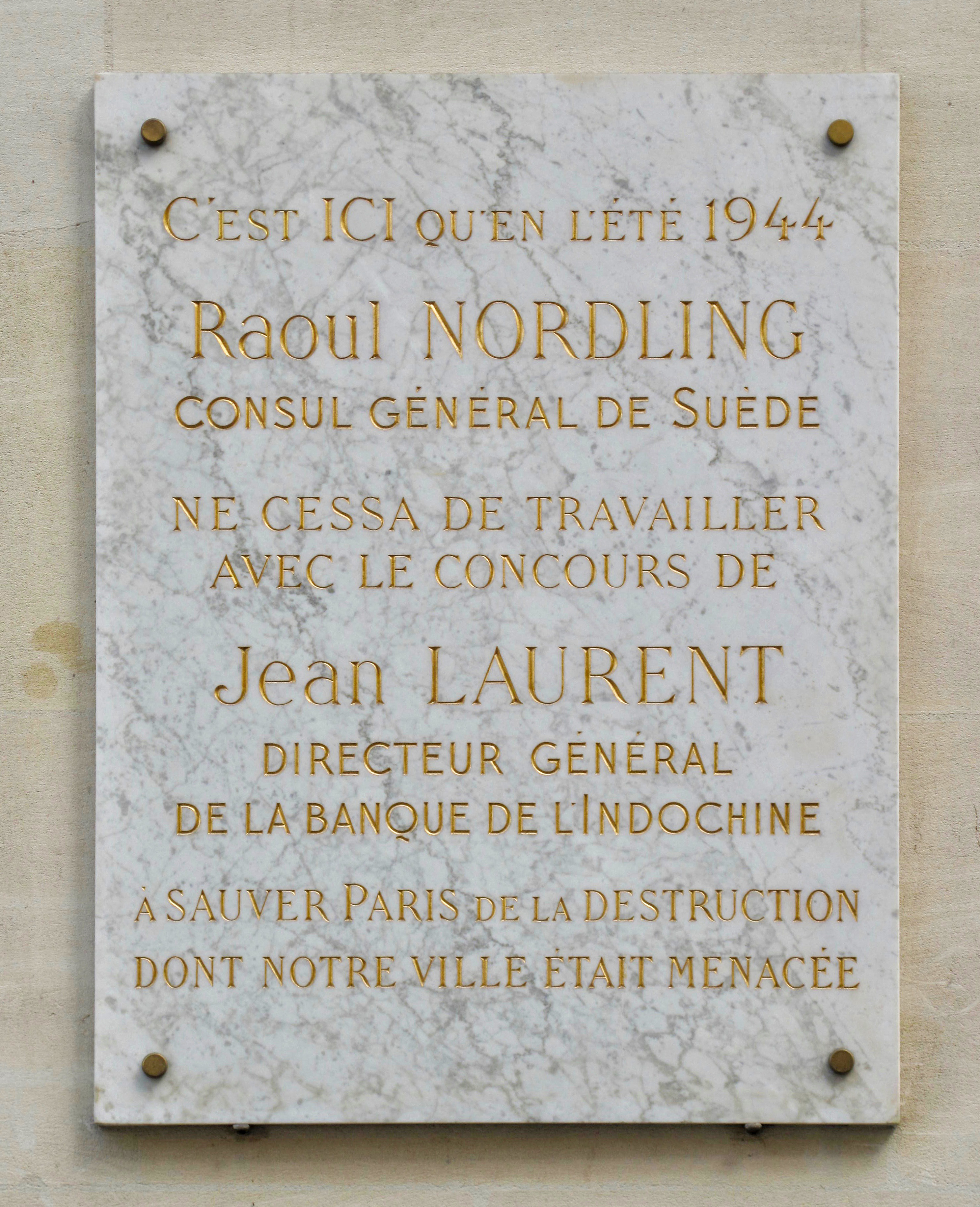
Plaque au no 78.

- - no 48 : l'architecte Ernest Sanson eut son agence à cette adresse.
- No 51, à l'angle avec la rue des Mathurins : immeuble réalisé par l'architecte Paul Farge en 1927[51] pour accueillir la Banque coloniale. Balcon principal décoré de sculptures de dragons ; au premier étage, visage sculpté de Bouddha[52].
Armeefeldpostmeister (tutelle allemande des PTT) pendant l'Occupation allemande[53].
- No 52 (ancien no 38) : hôtel de Bouville. Habité par l'idéologue Destutt de Tracy qui y mourut en 1836 et par son gendre, Georges Washington de La Fayette, fils du général de La Fayette. Très remanié, il est devenu en 1880 le siège de la Compagnie générale des eaux, devenue Veolia Eau, mais qui y a toujours ses bureaux.
- No 56 : de 1819 à 1863, c'était autrefois les ateliers du célèbre carrossier Binder, fondé en 1806 par Jean Jacques Binder (1783-1846) puis repris en 1847 par ses fils, Charles Jean (1819-1891) et Louis Germain (1821-1910). Ils seront considérés comme parmi les plus grands carrossiers de leur époque.
- No 62 : chapelle expiatoire.
- No 65 : anciens locaux de la maison de mode Babani.
- No 78 : à la fin de l'Occupation de Paris, le consul de Suède Raoul Nordling et le directeur général de la Banque d'Indochine Jean Laurent y travaillèrent pour empêcher la destruction de la capitale ; une plaque leur rend hommage.

## Bâtiments détruits

### Numérotation actuelle
- No 11 : emplacement de l'ancien hôtel de Contades construit en 1728, qui tenait son nom du maréchal de Contades (1704-1795), doyen des maréchaux de France, qui y présida les dernières séances du tribunal de connétablie. L'hôtel avait remplacé un « hôtel de Lorraine », nommé d'après François-Armand de Lorraine-Armagnac (1665-1728), évêque de Bayeux de 1719 à 1728. Acheté par la ville de Paris, il fut de 1834 à 1859 la mairie de l'ancien 1er arrondissement puis de 1860 à 1926 du 8e arrondissement actuel. Le central téléphonique « Anjou » occupe depuis 1931 son emplacement.
- No 16 (ancien no 12) : après son remariage avec le marquis de Souza en 1802, Adélaïde de Souza (1761-1836), s'y installa avant de déménager en 1805 Grande-Rue-Verte (rue de Penthièvre). En 1856, l'hôtel était habité par Adolphe de Lassalle (1803-1892), conseiller général de l'Yonne, qui porta le nom de Louvois après avoir été adopté par le dernier descendant mâle du ministre de Louis XIV[54].
- No 18 bis (angle de la rue de Surène, no 130 en 1787, no 4 de la censive) : à cet emplacement se trouvait depuis au moins le XVIIe siècle une petite maison qui appartenait au XVIIIe siècle à un sieur Riffe. Elle devint le Bureau des voitures publiques des environs de Paris, ainsi décrit dans le Guide des amateurs et des étrangers voyageurs à Paris de Luc-Vincent Thiéry en 1787[55] : « Les voitures de ce bureau font le service de toutes les routes aboutissantes [sic] aux portes Saint-Honoré et de la Conférence jusqu'aux distances qui leur sont prescrites. Il y a dans ce bureau une messagerie qui part tous les jours pour Ruel, et revient le même jour. Il en coûte dans les voitures à quatre places 15 sols par lieue et par personne, et dans les guinguettes 8 sols par lieue et par place. » Le bureau seul se trouvait à l'angle de la rue d'Anjou et de la rue de Surène. Les voitures étaient remisées par derrière dans un vaste espace situé entre les immeubles de la rue d'Anjou et ceux de la rue de La Madeleine (actuelle rue Boissy-d'Anglas), où étaient installés précédemment les carrosses et chevaux du roi à l'emplacement de l'actuelle cité du Retiro qu'on appelait avant 1807 la « cour des Coches ».
- No 23 : anciennement hôtel d'Espagnac, formé de deux hôtels. Le grand hôtel d'Espagnac était habité par les d'Esclignac (1742), le petit hôtel attenant, dont l'entrée se trouvait aux 5-7, rue de la Ville-l'Évêque[56], était habité par les d'Espagnac (1812).
- No 28 (ancien no 36) : hôtel datant du XVIIIe siècle de la marquise de Nicolaï. L'ambassade de Hollande s'y installa après elle et y aménagea une chapelle protestante. L'hôtel fut ensuite acquis par le général Moreau. En 1804, Napoléon Ier le lui racheta pour 400 000 francs[57] et l'offrit[58] au maréchal Bernadotte et à sa femme née Désirée Clary. Celle-ci y habita dix-huit ans, y demeurant bien après que Bernadotte eut été appelé au trône de Suède. Le comte Joachim Clary (1802-1856), capitaine de cavalerie, sénateur, y mourut en 1856. L'hôtel a été détruit lors du prolongement du boulevard Malesherbes en 1861.
- No 42 (ancien) : hôtel de Bauffremont. Hôtel construit pour le président Talon, peut-être par l'architecte François Delondres[59], puis affermé pour 100 000 livres par son propriétaire, le président d'Aligre (1727-1798), époux d'une descendante du président Talon, à la princesse de Bauffremont-Courtenay. La marquise de Boissy, fille du président d'Aligre[60], hérita de l'immeuble. Le riche banquier Paul Sigisbert Moitessier (1799-1889) et sa deuxième épouse, née Marie Clotilde Inès de Foucauld (1821-1897), modèle de deux célèbres portraits de Jean-Auguste-Dominique Ingres[61], tante de Charles de Foucauld et de Louis Buffet, habitèrent l'hôtel[62].
- No 44 (ancien) : hôtel de Boissy. Annexe de l'hôtel principal du no 42, achetée plus tard par le marquis de Boissy, qui en fit supprimer la porte. Il fut question d'y construire un Alhambra[63]. Léonce de Saint-Geniès, auteur dramatique et journaliste, y est né.
- No 46 : hôtel Froment-Meurice. Hôtel construit sur une partie du terrain de l'hôtel de Boissy[63], acquis vers 1863 par l'orfèvre Émile Froment-Meurice pour en faire son domicile, avant d'y installer le siège de la maison Froment-Meurice entre 1894 et 1900. Selon une notice écrite par Henri Froment-Meurice : « En 1907, mon père, Gérard Froment-Meurice, avait onze ans lorsque son grand-père Émile, le dernier des orfèvres, mit fin à la “Maison Froment-Meurice”, située à cette époque 46, rue d’Anjou. Après avoir fermé les ateliers du rez-de-chaussée, qu’on appelait dans la famille “la forge”, il se retira dans les étages supérieurs. Mais le 25 avril 1913, alors qu’il dînait avec sa femme et l’un de ses petits-fils, fils de François, conseiller municipal de la Madeleine, l’immeuble, haut de quatre étages, s’écroula. Sous les décombres on retrouva les cadavres d’Émile et de sa femme tandis que leur petit-fils en émergeait miraculeusement. Le mur mitoyen avec un chantier où une future banque creusait une salle des coffres avait été insuffisamment étayé. Le lendemain, les journaux parisiens, relatant le drame, publiaient la photographie du préfet de police et de mon oncle François contemplant un amas de pierres. Cette nuit-là furent ensevelis bien des archives, des documents, et sans doute des œuvres sorties des ateliers et conservées par mes arrière-grands-parents. Là-dessus survient la “Grande Guerre”, à laquelle partirent tous les hommes de la famille, tandis qu’au gré des procédures s’éternisait le procès qu’avaient fait aux responsables de la catastrophe les quatre enfants d’Émile[64]. »
- No 48 : hôtel de La Bellinaye. Hôtel orné d'un ordre ionique construit en 1759 par l'architecte François Delondres[65],[59]. Il fut habité par l'homme politique Nicolas-Marie Quinette (1762-1821), baron de Rochemont.
- No 51 : le photographe Nadar eut son hôtel et son magasin à cette adresse.
- No 54 (ancien no 40[66]) : hôtel de Mun. Maison acquise le 25 juin 1777[67] par le comte Alexandre-François de Mun et la comtesse, fille du fermier général et philosophe Claude-Adrien Helvétius (1715-1771)[68]. Elle mourut dans son hôtel de la rue d'Anjou en 1799. C'est là que sa fille unique, Adrienne Claire Julie, était morte en 1794. Après elle, l'hôtel fut occupé par la marquise de Seignelay[12].

### Ancienne numérotation
- No 15 (ancien) : Anna Lindsay, maîtresse de Benjamin Constant, y mourut en 1845.
- No 23 (ancien)[69] : dans un hôtel occupé construit pour Mme de Malesherbes et occupé avant elle par la comtesse de Straffort, la princesse Belgiojoso (1808-1871)[12] s'installa en 1831 et tint à partir de 1835 un salon littéraire et politique important, fréquenté notamment par Alfred de Musset et par tous les patriotes italiens. La décoration de l'hôtel de la rue d'Anjou privilégiait le blanc et le noir (les murs du salon étaient ainsi tendus de velours noir parsemé d'étoiles d'argent), pour faire ressortir l'éclat de la peau de sa propriétaire[70]. Celle-ci quitta en 1848 sa maison de la rue d'Anjou pour s'installer rue de Courcelles.
- No 26 (ancien) : légation de Grèce (en 1838).
- No 29 (ancien)[71] : maison où moururent l'abbé Morellet en 1819 et Benjamin Constant en 1830. Habité par le général de Bouillé. L'hôtel, divisé en appartements, appartenait à Mme des Bourdons, mère de Mme Bourzac, avant d'être acquis en 1810 par le marquis d'Aligre qui « en refit un palais »[72].
- No 31 (ancien) : hôtel ayant appartenu jusqu'à sa mort, en avril 1818, à Mme Verduc, marquise de Soissy. Ses héritiers restèrent d'abord dans l'indivision. Juliette Récamier et son mari y habitèrent, sans doute en qualité de locataires[73], d'avril 1818 à la fin mai 1819. Les héritiers de la marquise de Soissy mirent alors l'immeuble en vente et, M. Récamier ayant fait faillite pour la seconde fois au même moment[74], les Récamier ne purent s'en porter acquéreurs. L'immeuble fut adjugé à Mme Vanlerberghe le 11 août 1819[75]. Selon la description minutieuse dressée à l'occasion de l'adjudication, un premier corps de bâtiment ouvrait sur la rue par une porte cochère et contenait le logement du portier et les écuries. Le principal corps de bâtiment, double en profondeur, comprenait, sur la cour comme sur le jardin, cinq arcades encadrant les croisées du rez-de-chaussée. Sur l'arrière, le jardin était traversé de deux avenues de tilleuls, évoquées par Chateaubriand qui mentionne « un berceau de tilleuls[75] ». Mme Récamier occupait le rez-de-chaussée. Un vestibule desservait à droite la salle à manger donnant sur cour, dans le lambris de hauteur de laquelle étaient insérés huit bas-reliefs en plâtre représentant des jeux d'enfants. La pièce donnait sur un salon, ouvrant sur le jardin par deux croisées. La chambre de Mme Récamier, en suite du salon, donnait également par deux croisées sur le jardin et était suivie par un boudoir. Au premier étage, M. Récamier disposait d'une antichambre et d'une chambre, ayant conservé ses bureaux au 48, rue Basse-du-Rempart[75].
- No 33 (ancien) : habité par la maréchale Maison, née Madeleine Weydold, femme du maréchal Nicolas-Joseph Maison (1771-1840), la duchesse de Rozan, le général Ventura.
- No 58 (ancien) : a longtemps abrité la légation du royaume de Suède.
- No 63 : en 1849 y réside Louise Murat, comtesse Rasponi, petite-fille de la reine de Naples Caroline Bonaparte. Cette année-là, elle apporte à la marque Breguet une montre à réparer, qui appartint à sa grand-mère ; il s'agit de la première montre-bracelet connue au monde, conçue en 1810 pour la reine consort[76].

### Localisation imprécise
Le percement du boulevard Malesherbes en 1861 a détruit :
- du côté des numéros impairs de la rue d'Anjou :
  - No 25 (ancien no 22) l'hôtel de la marquise de Créqui (1714-1803), construit en 1774 par François-Victor Perrard. Après sa mort, son hôtel fut acquis par Talleyrand et habité par l'un de ses protégés, Emmerich Joseph de Dalberg (1773-1833) ; en 1812, cet hôtel attenait à l'arrière de l'hôtel Alexandre qui subsiste au 16, rue de la Ville-l'Évêque[56] ; sa fille Marie Louise Pelline von Dalberg le vendit à la vicomtesse Marie-Louise Talleyrand de Périgord en août 1841[77] ;
  - les deux hôtels de Monville (grand et petit hôtel). Le grand hôtel, avec une colonnade sur la cour et une autre sur le jardin, construit entre 1764 et 1766 par l'architecte Étienne-Louis Boullée pour François-Nicolas-Henri Racine du Jonquoy de Monville (1734-1797)[78], conseiller secrétaire du roi, petit-fils du fermier général Le Monnier, ami de Madame du Barry et créateur du Désert de Retz. Ce fut paraît-il le premier bâtiment en France à être doté du chauffage central. Il fut habité au milieu du XIXe siècle par la comtesse de Talleyrand-Périgord[79], qui fit remonter une partie du décor de boiseries dans le grand salon de l'hôtel de Cassini (32, rue de Babylone), dont elle fit l'acquisition en 1863.
- Du côté des numéros pairs de la rue d'Anjou :
  - l'hôtel de Chabot ;
  - l'hôtel de La Rivière.

## Habitants célèbres
- Jean Victor Marie Moreau
- Louis d'Ailleboust de Coulonge (1612-1660), gouverneur de la Nouvelle-France.
- Adolphe Barrot (1801-1870), ambassadeur et sénateur du Second Empire.
- Nicolas Clary (1820-1869), baron, maire de Trouville-sur-Mer (1855-1865).
- Louise Contat (1760-1813), actrice, avait un petit hôtel au no 2 (ancien) au moment de sa rencontre avec le comte d'Artois en 1780[80].
- Eugène Cornuché (1867-1926), entrepreneur.
- Augustin-Daniel Belliard (1769-1832), général de division.
- Antoine Destutt de Tracy (1754-1836), philosophe.
- Édouard Drouyn de Lhuys (1805-1881), ancien ministre, membre de l'Institut.
- André Goirand (1879-1952), ancien avoué et sénateur des Deux-Sèvres.
- Sacha Guitry (1885-1957), auteur dramatique et metteur en scène.
- Léopold Javal (1804-1872), banquier, conseiller général d'Audenge (Gironde) et député de l'Yonne.
- Mlle Laguerre (†1783), chanteuse de l'Opéra[81].
- Gilbert du Motier de La Fayette (1757-1834), général et homme politique.
- Félix Liouville (1859-1947), avocat et député de la Seine.
- François Magendie (1783-1855), médecin et physiologiste.
- Jacques Marquet de Montbreton, baron de Norvins (1769-1854), historien.
- Jeanne-Françoise Quinault (1699-1783), actrice.
- Juliette Récamier (1777-1849) (no 31, 1818-1819).
- Edmond Sée (1875-1959), auteur dramatique.
- Armand Seguin (1767-1835), chimiste et industriel.